# No Pose
『No Pose』（ノー・ポーズ）は栗林誠一郎のアルバム。

## 内容
11曲中6曲は牧穂エミによる作詞。ただ、栗林の楽曲製作では、牧穂の起用は自作のみである。「Rest of My Life」同様、ベースはWARWICK Thumb Bass 5ST MEC.のみを使用した。

## 収録曲
1. Words
2. ポトス
3. Be My Candy
4. 名もない想い出（タイアップ：ASTEL関西TV-CMソング）
5. Precious Time
6. 翻弄
7. Misty Night
8. SO GOOD!
9. UP TO YOU
10. Bad Position
11. 時は流れて

作詞:牧穂エミ(#1, 2, 5, 6, 8, 10)、栗林誠一郎(#3, 7)、小田佳奈子(#4, 11)、AMY(#9)
作曲・編曲:栗林誠一郎(#ALL)

## 参加ミュージシャン
- 栗林誠一郎 - ベース(#1 - 4, 6 - 11)、キーボード(#4, 8)、シンセサイザー(#1 - 4, 6 - 11)、パーカッション(#1, 11)、コーラス(#1 - 4, 6 - 11)
  - 増崎孝司（DIMENSION） - ギター(#1 - 4, 7, 8, 10, 11)
  - 小野塚晃（DIMENSION） - ピアノ(#1, 5)、ローズ・ピアノ(#5, 9)
  - 勝田一樹（DIMENSION） - サックス(#1, 3, 6, 8 - 10)
  - 青山純 - ドラム(#1 - 4, 11)
  - 佐々木史郎 - トランペット(#1)
  - 小林太（BIG HORNS BEE） - トランペット(#1)
  - 中路英明 - トロンボーン(#1)
  - 加藤貴也 - シンセサイザーオペレーション(#1, 2, 4, 6 - 11)
  - TAMA MUSIC Strings - ストリングスセクション(#5)
  - 池田大介 - ストリングスコーディネーター(#5)